# Valderredible
Valderredible is een gemeente in de Spaanse provincie Cantabrië in de regio Cantabrië met een oppervlakte van 298 km². Valderredible telt 1.001 inwoners (1 januari 2016).

## Demografische ontwikkeling
Bron: INE; 1857-2011: volkstellingen